# Спасский собор (Пенза)
Спа́сский собо́р — православный храм в Пензе на Соборной площади, кафедральный собор Пензенской митрополии и епархии Русской православной церкви. Собор был построен в 1800—1824 годах, разрушен в 1934 году, воссоздан на прежнем месте в 2011—2021 годах.
Главный престол освящён в честь праздника Всемилостивого Спаса.

## История

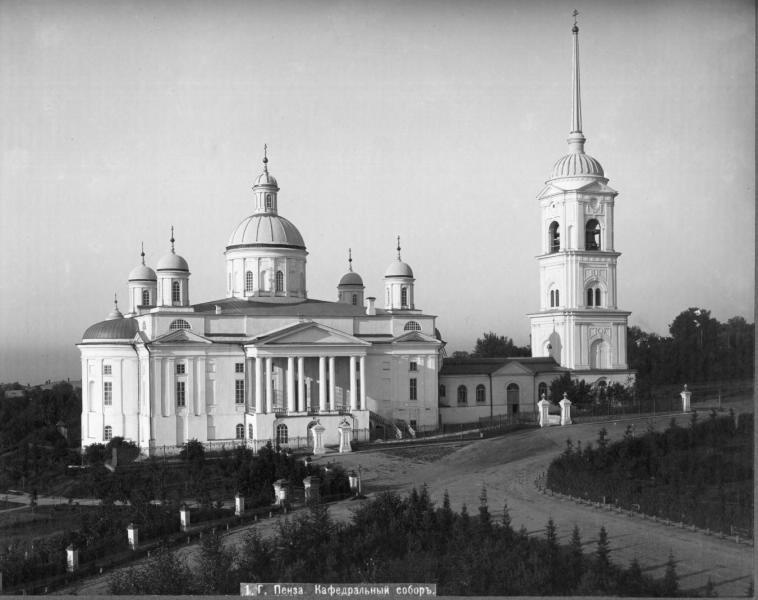
Пенза. Кафедральный Спасский собор в начале XX века.

Первая деревянная церковь Всемилостивого Спаса была построена при строительстве Пензенской крепости в 1663 году.
Каменный собор строили с 1800 по 1824 год. В 1804 году был освящён главный престол нижней церкви собора — во имя Благовещения Пресвятой Богородицы, в 1812 году — правый придел, во имя святой великомученицы Екатерины, в верхнем этаже освящение главного престола — во имя Всемилостивого Спаса — состоялось в 1821 году, а правого придела, во имя Успения Божией Матери, — в 1832 году. Кафедральный собор в разное время посещали члены императорской фамилии — Александр I, Николай I, будущий император Александр II, великий князь Константин Константинович, покровитель Пензенской Лермонтовской библиотеки, Николай II. Спасский кафедральный собор был не только архитектурным украшением города, но и своеобразной картинной галереей, настенная живопись которой по мере продвижения к алтарю в восьмидесяти сюжетах последовательно разворачивала перед посетителями всю библейскую историю Ветхого и Нового Завета. Картины были написаны в 1850—1851 годах руководителем Саранской школы живописи Кузьмой Александровичем Макаровым и его учениками.
Кроме того, собор являлся местом пребывания главной святыни города — чудотворной Казанской иконы Божией Матери, подаренной новопоселённому граду Пензе царём Алексеем Михайловичем, спасшей, согласно преданию, город от набега кочевников в 1717 году во время Большого кубанского погрома. Здесь же хранились и пензенские реликвии — штандарты народных ополчений 1812 и 1855 годов. 4 марта 1923 года обновленческие объединения СОДАЦ и «Живая церковь» постановили войти с предложением в епархиальное управление пожертвовать Пензенский Кафедральный собор гражданской власти под культурно-просветительные цели, а колокола собора в фонд последгола на восстановление крестьянского хозяйства голодавших. Передача была осуществлена 15 марта 1923 года. 10 церковных колоколов передали в Последгол, а здание собора было решено приспособить по библиотеку. Собор в стиле русского классицизма располагался на Соборной площади города и был взорван в 1934 году. В 1998 году, на месте раскопок Патриархом Алексием II была заложена часовня Всемилостивого Спаса.
28 сентября 2017 года площади, на которой стоит собор, было возвращено историческое наименование — Соборная площадь.
19 июня 2022 года Святейший Патриарх Московский и всея Руси Кирилл совершил чин Великого освящения Спасского кафедрального собора г. Пензы в сослужении духовенства Пензенской епархии и зачитал указ о присвоении Спасскому собору статуса кафедрального.

## Этапы восстановления
В апреле 2010 года после долгих лет забвения при епископе Вениамине в святую Пензенскую землю был заложен первый камень будущего Спасского собора.
В 2011 году начаты работы по воссозданию собора на прежнем месте. По словам митрополита Серафима (Домнина): «Новый храм масштабнее того, что был. Сейчас мы строим примерно по проекту, задуманному архиепископом Тамбовским и Пензенским Феофилом (Раевым)».
В 2011—2014 годах стройку посещали известные иерархи Русской Православной Церкви: митрополит Волоколамский Иларион, митрополит Астанайский и Казахстанский Александр, митрополит Санкт-Петербургский и Ладожский Варсонофий.
11 июля 2016 года строительство Спасского кафедрального собора в Пензе вступило в заключительную фазу. Остались отделочные работы, но они самые кропотливые, трудоёмкие и затратные. По сумме вложений отделка будет превосходить само строительство.
19 июня 2022 года Патриарх московский и всея Руси Кирилл возглавил чин великого освящения Спасского кафедрального собора в городе Пенза и преподнёс в дар икону Святителя Николая Чудотворца.